# Boudh (Staat)
Boudh (auch Baud oder Baudh) war ein Fürstenstaat Britisch-Indiens im heutigen Bundesstaat Odisha. Seine Hauptstadt war der Ort Boudh.
Das Fürstentum wurde der Legende nach im frühen Mittelalter von einem Brahmanen gegründet, der als Nachfolger einen Neffen des Raja von Keonjhar (Bhanj-Rajputen) adoptierte. Das einmal umfangreiche Territorium ging allerdings nach und nach an die Nachbarstaaten verloren. Der verbliebene Rest wurde 1874 von den Briten als Fürstenstaat anerkannt und Boudh blieb bis 1947 britisches Protektorat. Er hatte 1921 eine Fläche von 3275 km² und 130.000 Einwohner.
Der Raja schloss sich im August 1947 der Eastern States Union an. Am 1. Januar 1948 wurde diese Union aufgelöst und Boudh Orissa (Odisha) und damit Indien eingegliedert. Am 1. November 1956 wurden alle Fürstenstaaten aufgelöst.